# Odacantha
Odacantha – rodzaj chrząszczy z rodziny biegaczowatych i plemienia Odacanthini.

## Taksonomia
Rodzaj opisany został w 1798 roku przez Gustafa von Paykulla. Gatunkiem typowym został Attelabus melanurus Linnaeus, 1767.

## Opis
Czułki owłosione począwszy od czwartego członu. Przedplecze o bocznej przepasce niekompletnej. Pokrywy czerwonożółte z czarną plamą wierzchołkową. 

## Rozprzestrzenienie
Chrząszcze te zasiedlają Eurazję i Afrykę. W Europie, w tym w Polsce, występuje tylko Odacantha melanura.

## Systematyka
Opisano dotąd 15 gatunków z tego rodzaju, zgrupowanych w 3 podrodzajach:
- Odacantha (Heliocasnonia) Liebke, 1938
  - Odacantha aegrota (Bates, 1883)
  - Odacantha chinensis Jedlicka, 1963
  - Odacantha metallica Fairmaire, 1889

- Odacantha (Neocolliuris) Liebke, 1931
  - Odacantha composita Liebke, 1938
  - Odacantha cyanea LaFerte-Senectere, 1849
  - Odacantha flavipennis Liebke, 1931
  - Odacantha insulicola Basilewsky, 1977
  - Odacantha laportei Chaudoir, 1848
  - Odacantha pomposa Liebke, 1933
  - Odacantha seriepunctata Chaudoir, 1878
  - Odacantha subcomposita Basilewsky, 1970
  - Odacantha swazina Basilewsky, 1965

- Odacantha (Odacantha) Paykull, 1798
  - Odacantha hagai Nemoto, 1989
  - Odacantha melanura (Linne, 1767)
  - Odacantha puziloi Solsky, 1875